# Eros (conceito)

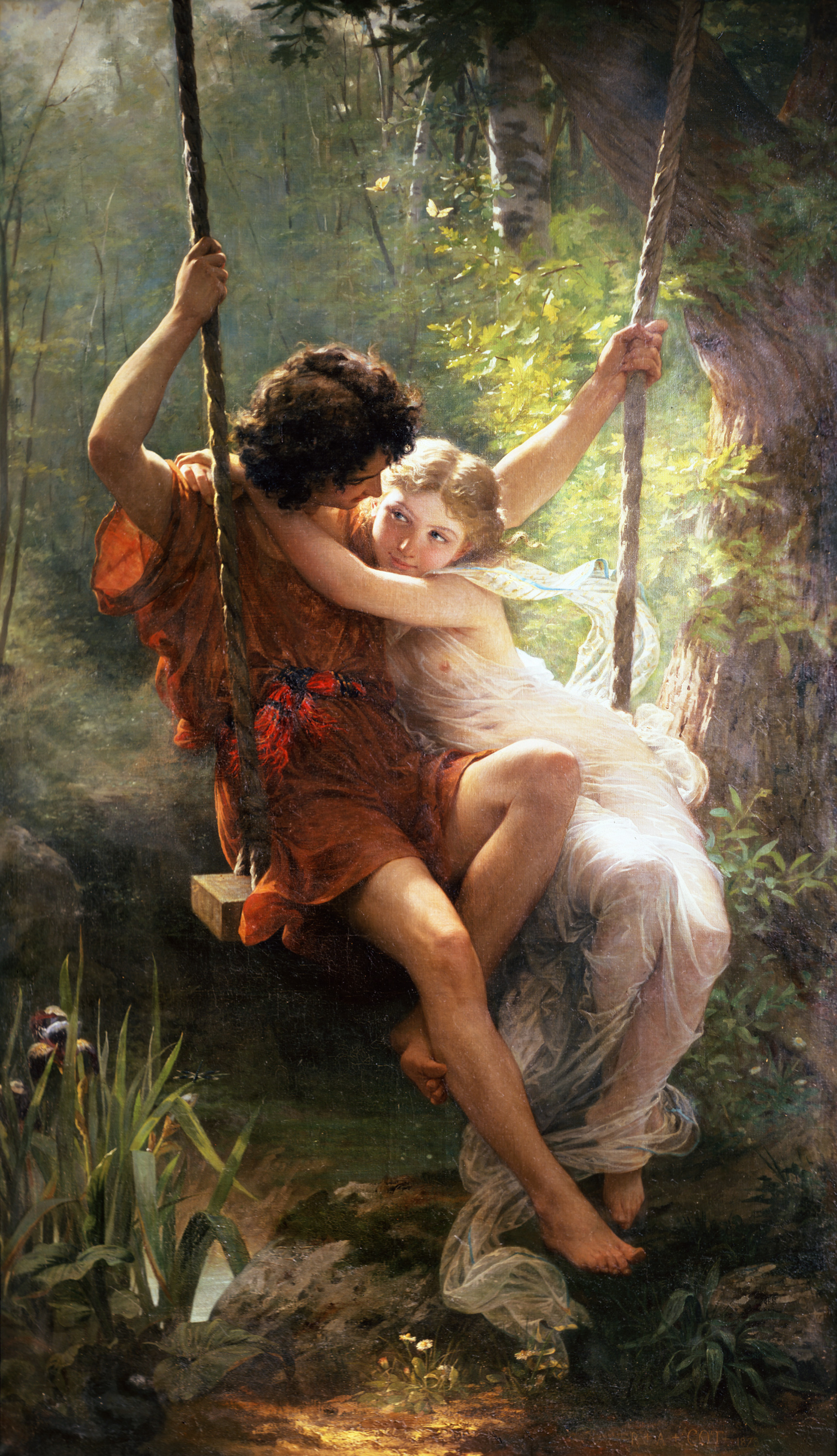
Primavera, Pierre Auguste Cot, 1873

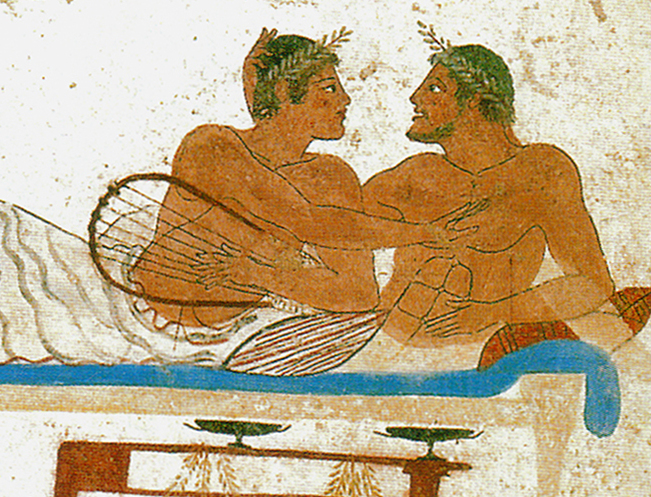
Dois homens íntimos em um simpósio grego antigo. Parte de um afresco da Tumba do Mergulhador (Pesto, Itália, c. 475 a.C.).

Eros (em grego clássico: ἔρως érōs  "amor" ou "desejo") é um dos quatro termos greco-cristãos antigos que podem ser traduzidos como "amor". Os outros três são storge, philia e ágape. Eros refere-se comumente a "amor apaixonado" ou amor romântico; storge ao amor familiar; philia à amizade como uma espécie de amor; e ágape refere-se a "amor altruísta", ou "caridade", como é traduzido nas escrituras cristãs (do latim caritas, qualidade de alguém querido).
O termo erótico é derivado de eros. O eros também tem sido usado em filosofia e psicologia em um sentido muito mais amplo, quase como equivalente à "energia da vida".

## Na literatura

### A tradição grega clássica
No mundo clássico, o amor erótico era geralmente referido como um tipo de loucura ou theia mania ("loucura dos deuses"). Essa paixão amorosa foi descrita por meio de um elaborado esquema metafórico e mitológico envolvendo "flechas do amor" ou "dardos do amor", cuja fonte costumava ser a figura personificada de Eros (ou seu equivalente latino, Cupido), ou outra divindade (como Rumor). Às vezes se dizia que a fonte das flechas era a imagem do belo objeto de amor em si. Se essas flechas chegassem aos olhos do amante, elas viajariam e 'furariam' ou 'feririam' seu coração e o sobrecarregariam de desejo e saudade ("doente de amor"). A imagem da "ferida da flecha" às vezes era usada para criar oxímoro e antítese retórica a respeito de seu prazer e dor.
O "amor à primeira vista" foi explicado como uma sedução súbita e imediata do amante através da ação desses processos, mas esse não era o único modo de se apaixonar nos textos clássicos. Às vezes, a paixão podia ocorrer após a reunião inicial, como, por exemplo, na carta de Fedra a Hipólito em Heroides de Ovídio: "Naquela época, fui a Elêusis... era então acima de tudo (embora você já tivesse me agradado antes) aquele amor penetrante alojado nos meus ossos mais profundos." Às vezes, a paixão poderia até preceder o primeiro vislumbre, como na carta de Páris a Helena de Troia no mesmo trabalho, onde Páris diz que seu amor por Helena veio sobre ele antes que ele a visse: "...você era o desejo do meu coração antes de ser conhecida por mim. Observei suas feições com a minha alma antes de as ver com meus olhos; o rumor, que me falou de você, foi o primeiro a causar minha ferida."
Seja pela "primeira vista" ou por outras rotas, o amor apaixonado muitas vezes teve resultados desastrosos, segundo os autores clássicos. No caso em que o ente querido era cruel ou desinteressado, esse desejo demonstrava levar o amante a um estado de depressão, causando lamentação e doença. Ocasionalmente, a amada era retratada como um enlouquecedora involuntária do amante, por causa de sua beleza sublime - uma "maldição divina" que inspira os homens a sequestrá-la ou tentar estuprá-la. Histórias em que homens involuntários avistam o corpo nu de Ártemis, a caçadora (e algumas vezes Afrodite) levam a devastação semelhante (como no conto de Acteon).
Eros também apresentou sentidos sem referência sexual, segundo LSJ (1940). A exemplo de Eurípides, no fragmento 358 Nauck: "amem sua mãe, filhos, pois não há outro tipo de amor mais doce de amar do que este" (érâte metrós, paîdes, ós ouk ést' éros toioûtos állos óstis edíon erân), ou do uso feito por Aristóteles em Metafísica, em que descreve a causa final como sendo atraente tal qual eromenos (amado): "Ela causa movimento como sendo um objeto de amor". Eurípides é considerado por Helen F. North como tendo antecipado o conceito platônico de amor pela definição de "eros temperado" (sóphron éros).

No Banquete de Platão, a ideia do Eros tem um significado abrangente que é descrito desde o amor romântico e mais corpóreo até o Amor transcendente e sublime, como narrado na scala amoris por Diotima. 
"Diotima: 'Como eu sugerira, ele [Eros, o Amor] é entre o mortal e o imortal.'
Sócrates: 'O que é, Diotima?'
Diotima: 'Um grande espírito (daemon), Sócrates: pois todos os espirituais são mediadores entre o divino e o mortal.'
Sócrates: 'E Ele tem que poder?'
Diotima: 'Ele interpreta e transporta coisas humanas aos Theoí (Deuses), e coisas divinas aos homens; preces e sacrifícios de baixo, e ordenanças e retribuições de cima: e [o Amor] preenchendo em meio a eles, o todo se interliga. Por meio dEle se transmitem toda profecia e sacerdócio em relação a sacrifício e rito e cantos, e os oraculares todos e encantamento. Theós (Deus) não se mistura com o homem; mas toda comunhão e conversação dos deuses com os homens, sejam despertos ou dormentes, é levada por intermédio dEle. Aquele que é sábio em alguma dessas maneiras é um homem espiritual; enquanto que aquele que é sábio em qualquer outra maneira, em uma profissão ou qualquer trabalho manual, é meramente um mecânico (bánausos). Muitos e diversos são esses espíritos, e um deles é o Amor.'"
–O Banquete, 203
"Diotima: 'Então o amor", ela disse, "pode ser descrito geralmente como o amor da possessão eterna do Bem?'
Sócrates: 'Isso é mais que verdadeiro.'"
–O Banquete, 206a
"Diotima: 'Aquele que foi instruído até agora nas coisas do amor, e que aprendeu a ver o belo na devida ordem e sucessão, quando ele chega ao fim, de repente perceberá uma natureza de maravilhosa beleza; e isso, Sócrates, é a causa final de todos os nossos trabalhos anteriores, uma natureza que em primeiro lugar é eterna, não crescendo e decaindo, ou plenificando e minguando; ... E a verdadeira ordem de ir, ou ser conduzido por outro, para as coisas do amor, é começar das belezas da terra e subir para o bem daquela outra beleza, usando-as apenas como degraus, e de um passando para duas, e de duas para todas as formas belas, e de formas belas para práticas belas, e de práticas belas para noções belas até que, de noções belas, ele chega à noção de beleza absoluta e finalmente sabe qual é a essência da beleza. Esta, meu caro Sócrates,'  – disse a mulher de Mantineia  – 'é aquela vida acima de todas as outras que o homem deveria viver, na contemplação da beleza absoluta'”
–O Banquete, 211
No diálogo, também é transmitido por Aristófanes um mito da origem do amor heterossexual e homossexual. Originalmente, cada ser humano tinha duas cabeças, quatro braços e quatro pernas, antes de Zeus decidir dividir cada pessoa em duas. Depois que todos se separaram, cada metade procurou a outra metade, para se tornarem inteiras novamente. Algumas pessoas eram originalmente metade homens e mulheres, e quando Zeus as separou, elas se tornaram homens e mulheres que procuravam parceiros do sexo oposto. Algumas pessoas eram originalmente todas do sexo feminino e se dividiram em mulheres que procuravam parceiras. Alguns eram todos do sexo masculino e se dividiram em homens que procuravam outros homens. 

### Literatura europeia

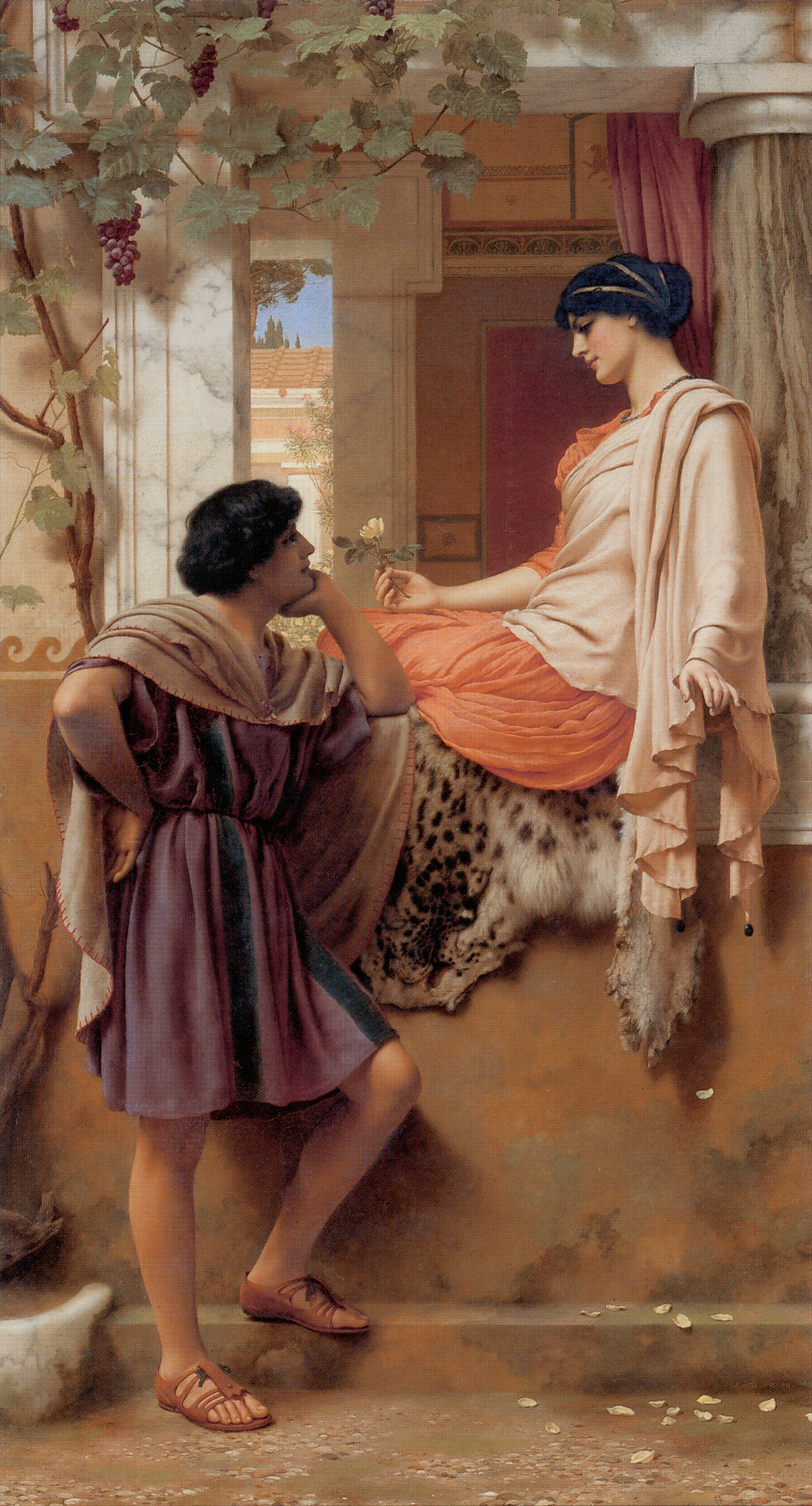
The Old, Old Story, John William Godward, 1903

A concepção clássica das flechas do amor foi desenvolvida pelos poetas trovadores da Provença durante o período medieval e tornou-se parte da tradição europeia do amor cortês. O papel dos olhos de uma mulher na obtenção de desejo erótico foi particularmente enfatizado pelos poetas provençais, como N. E. Griffin aponta: 
 De acordo com essa descrição, o amor se origina nos olhos da mulher quando encontrados pelos de seu futuro amante. O amor assim gerado é transmitido por brilhantes raios de luz dos olhos dela para os dele, através dos quais passa a ocupar sua morada em seu coração. 
 Em alguns textos medievais, o olhar de uma mulher bonita é comparado à visão de um basilisco - um réptil lendário que diz ter o poder de causar a morte com um único olhar.
Essas imagens continuaram sendo divulgadas e elaboradas na literatura e iconografia dos períodos renascentista e barroco. Boccaccio, por exemplo, em seu Il Filostrato, mistura a tradição da flecha de Cupido com a ênfase provençal nos olhos como o berço do amor: "Nem ele (Troilus) que era tão sábio pouco antes... percebeu que o amor com seus dardos habitava nos raios daqueles olhos adoráveis... nem notou a flecha que disparava ao seu coração."
```
A antítese retórica entre o prazer e a dor do dardo do amor continuou até o século XVII, como por exemplo, nessas imagens de inspiração clássica de 
A Rainha das Fadas
: 
```

 Se o amor é uma doce paixão, por que atormenta? Se um amarga, ó diga-me de onde vem o meu contento?

 Desde que sofro com prazer, por que devo reclamar, Ou entristecer-me pelo meu destino, quando eu sei que é em vão? No entanto, tão agradável é a dor, tão suave é o dardo, Que de uma só vez me fere e faz cócegas no meu coração. 

## Em filosofia e psicologia

### Platão
O filósofo antigo Platão desenvolveu um conceito idealista de eros que provaria ser muito influente nos tempos modernos. Em geral, Platão não considerava a atração física uma parte necessária do eros. O "amor platônico", nesse sentido original, pode ser alcançado pela purificação intelectual de eros de carnal para a forma ideal. Este processo é examinado no diálogo de Platão, o Banquete, e definido pela scala amoris. Por ela, Platão argumenta que o eros é inicialmente sentido por uma pessoa, mas, com a contemplação, pode se tornar uma apreciação da beleza dentro dessa pessoa, ou mesmo uma apreciação da própria beleza no sentido ideal. Como Platão expressa, o eros pode ajudar a alma a "lembrar" a beleza em sua forma pura. Daí resulta, para Platão, que o eros pode contribuir para a compreensão da verdade.
Eros, entendido nesse sentido, diferia consideravelmente do significado comum da palavra na língua grega da época de Platão. Também diferia do significado da palavra na literatura e poesia contemporânea. Para Platão, eros não é puramente humano nem divino: é algo intermediário que ele chama de daimon.
 Sua principal característica é a aspiração e desejo permanentes. Mesmo quando parece ceder, o eros continua sendo um "desejo de possuir", mas, no entanto, é diferente de um amor puramente sensual por ser o amor que tende para o sublime. Segundo Platão, os deuses não amam, porque não experimentam desejos, na medida em que todos são satisfeitos. Assim, eles podem ser apenas um objeto, não um sujeito de amor (Banquete 200-1). Por esse motivo, eles não têm um relacionamento direto com o homem; é apenas a mediação de eros que permite a conexão de um relacionamento (Banquete 203). Eros é, portanto, o caminho que leva o homem à divindade, mas não vice-versa. 
 [...] No entanto, Eros permanece sempre, para Platão, um amor egocêntrico: tende a conquistar e possuir o objeto que representa um valor para o homem. Amar o bem significa desejar possuí-lo para sempre. O amor é, portanto, sempre um desejo de imortalidade. 
 Paradoxalmente, para Platão, o objeto de eros não precisa ser fisicamente bonito. Isso ocorre porque o objeto de eros é a beleza, e a maior beleza é eterna, enquanto a beleza física não é de forma alguma eterna. No entanto, se o amante alcançar a beleza interior (ou seja, ideal) do amado, sua necessidade de felicidade será satisfeita, porque felicidade é a experiência de saber que você está participando do ideal.

### Sigmund Freud
Na psicologia freudiana, eros, equivalente ao conceito de libido, não é exclusivamente o desejo sexual, mas nossa força vital, a vontade de viver. É o desejo de criar vida e favorece a produtividade e a construção. Nos primeiros escritos psicanalíticos, os instintos do eros eram opostos por forças do ego. Mas na teoria psicanalítica posterior, eros é oposto ao instinto destrutivo de morte de Thanatos (instinto de morte ou pulsão de morte).

Em seu artigo de 1925 "As Resistências à Psicanálise", Freud explica que o conceito psicanalítico de energia sexual está mais alinhado com a visão platônica de eros, como expressa no Banquete, do que com o uso comum da palavra "sexo" como relacionado principalmente à atividade genital. Ele também menciona o filósofo Schopenhauer como uma influência. Ele então enfrenta seus adversários por ignorar esses grandes precursores e por manchar toda a sua teoria do eros com uma tendência pansexual. Ele finalmente escreve que sua teoria explica naturalmente esse mal-entendido coletivo como uma resistência previsível ao reconhecimento da energia sexual na infância. 
“O que a psicanálise chamou de sexualidade não era de modo algum idêntico à impulsão à união dos dois sexos ou à produção de uma sensação prazerosa nos órgãos genitais; tinha muito mais semelhança com o Eros todo-abrangente e pervasivo do Banquete de Platão” 
– Sigmund Freud, “Resistências à Psicanálise” (1925). 
"No entanto, a psicanálise não fez nada original em tomar o amor nesse sentido "mais amplo". Em sua origem, função e relação com o amor sexual, o “Eros” do filósofo Platão coincide exatamente com a força do amor, a libido da Psicanálise, como demonstrado em detalhes por Nachmansohn e Pfister, e quando o apóstolo Paulo, em sua famosa Epístola aos Coríntios, premia o amor acima de tudo, ele certamente o entende no mesmo sentido "mais amplo". Mas isso só mostra que os homens nem sempre levam seus grandes pensadores a sério, mesmo quando eles mais professam admirá-los.”
– Sigmund Freud, "Psicologia das Massas" (1921)
Entretanto, F. M. Cornford considera que os pontos de vista de Platão e de Freud são "diametralmente opostos" em relação ao eros. Em Platão, o eros é uma energia espiritual inicialmente, que então "cai" para baixo; enquanto em Freud eros é uma energia física que é "sublimada" para cima.
O pastor protestante e colaborador de Freud Oskar Pfister utilizou o conceito de Eros dentro da psicanálise como a força vital da mente, considerando a energia amorosa como única fonte de todas manifestações psíquicas, em contraponto ao esquema duplo de pulsões de Freud.
O filósofo e sociólogo Herbert Marcuse se apropriou do conceito freudiano de eros para seu trabalho altamente influente de 1955, Eros e Civilização.

### Carl Jung
Na psicologia analítica de Carl Jung, a contrapartida de eros é logos, um termo grego para o princípio da racionalidade. Jung considera logos como um princípio masculino, enquanto eros é um princípio feminino. De acordo com Jung: 
 A psicologia da mulher baseia-se no princípio de Eros, o grande aglutinador e afrouxador, enquanto que desde os tempos antigos o princípio dominante atribuído ao homem é o Logos. O conceito de Eros poderia ser expresso em termos modernos como relação psíquica, e o conceito de Logos como interesse objetivo. 
 Esse gênero de eros e logos é uma consequência da teoria de Jung da sizígia anima/animus da psique humana. Sizígia refere-se à divisão entre homem e mulher. Segundo Jung, essa divisão é recapitulada na mente inconsciente por meio de elementos "contrassexuais" (de gênero oposto) chamados anima (nos homens) e animus (nas mulheres). Assim, os homens têm um princípio feminino inconsciente, a "anima", caracterizada pelo eros feminino. O trabalho de individuação para os homens envolve tornar-se consciente da anima e aprender a aceitá-la como se fosse sua, o que implica aceitar eros. Isso é necessário para ver além das projeções que inicialmente cegam o ego consciente. "Retirar as projeções" é uma tarefa importante no trabalho de individuação, que envolve possuir e subjetivar forças inconscientes que são inicialmente consideradas estranhas.
Em essência, o conceito de eros de Jung não é diferente do platônico. Eros é, em última análise, o desejo de totalidade e, embora possa inicialmente assumir a forma de amor apaixonado, é mais verdadeiramente um desejo de "parentesco psíquico", um desejo de interconexão e interação com outros seres sencientes. No entanto, Jung era inconsistente e às vezes usava a palavra "eros" como uma abreviação para designar sexualidade.